# Зграда бившег Народног одбора Атине у Српском Крстуру
Зграда бившег Народног одбора Атине у Српском Крстуру, општина Нови Кнежевац, подигнута је 1830. године. Представља непокретно културно добро као споменик културе од великог значаја.

## Изглед зграде
Зграда је подигнута у духу класицизма, као приземна грађевина, основе у облику ћириличног слова Г. Истакнути класицистички трем на средишњем делу главне фасаде, симетрично распоређених стубова, завршава се троугаоним забатом на архитраву. На тимпанону, при темену троугаоног поља смештено је Свевидеће Око у троуглу са благодатним зрацима, што би упућивало да је првобитно зграда била црквена или школска.
Нестручним интервенцијама уклоњен је украсни фриз кровног венца, декоративни прозорски оквири и замењени прозори.